# Salto de caballo

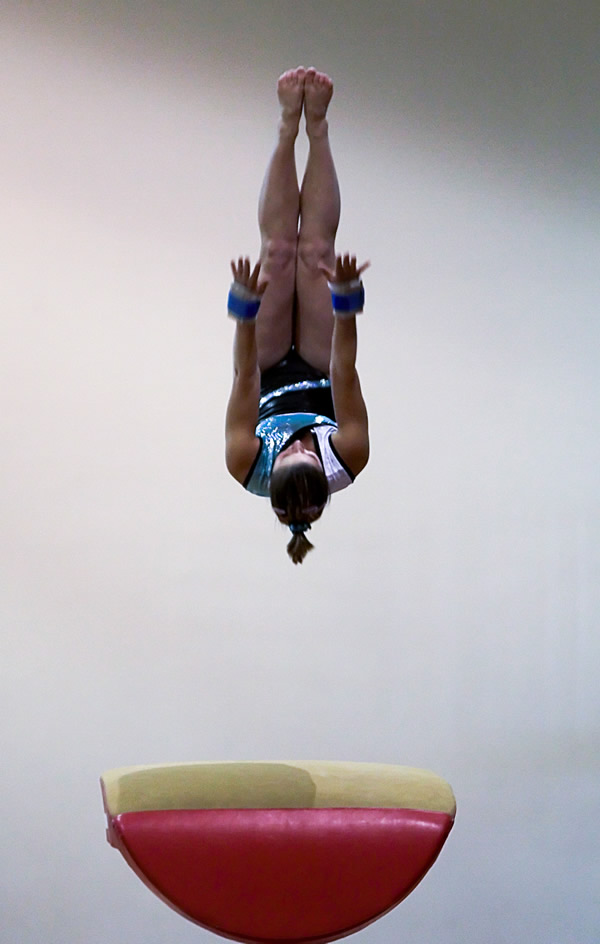
Salto de caballo realizado por una gimnasta.

El salto de caballo, también denominado salto de potro, caballo o caballete es una de las disciplinas en aparatos que conforman el circuito de gimnasia artística en las competiciones de este deporte, tanto masculinas como femeninas. La abreviación de esta prueba para las calificaciones de los eventos gimnásticos es VT, por el término en inglés "vault".

## El aparato

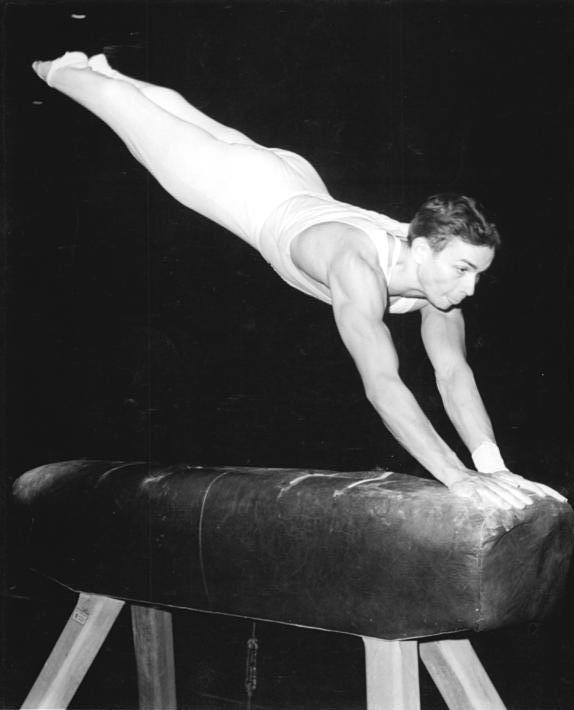
Imagen de salto de caballo de 1963, con el aparato utilizado entonces.

Las primeras formas del potro fueron inventadas por el alemán Fiedrich Ludwing Jahn. El aparato representaba un caballo, muy parecido al caballo con arzones solo que sin los arcos; era conocido antiguamente como el caballo de salto. El potro se colocaba, con su dimensión alargada perpendicular a la carrera de la mujer, y paralelo a la carrera que realizaba el hombre. Este tipo de potro fue utilizado en los Juegos Olímpicos casi durante un siglo, comenzando con el salto a caballo masculino en los primeros juegos Olímpicos modernos de Atenas 1896 y terminando en los Juegos Olímpicos de Verano del 2000.
Durante años se había culpado al caballo de salto de muchos accidentes. En 1988, la gimnasta estadounidense Julissa Gómez tuvo un accidente en el aparato por el que terminó paralítica. Murió a causa de complicaciones de sus lesiones tres años después. Durante el calentamiento en los Goodwill Games de 1998, el gimnasta chino Sang Lan cayó del potro y quedó paralítico debido a una lesión en las vértebras cervicales. En una serie de choques cuando el caballo se instaló a una altura muy baja en los  juegos olímpicos del 2000, los gimnastas ya sea que golpeaban con el borde frontal, o tenían malos aterrizajes a causa de los problemas por el posicionamiento incorrecto de sus manos durante el rechace.
Después de los problemas de 1988, 1998 y 2000, la Federación Internacional de Gimnasia (FIG)  revaluó y cambió la forma del potro, argumentando por un lado mayor seguridad para los gimnastas y el deseo de facilitar acrobacias de mayor dificultad, por el otro. El Campeonato Mundial de Gimnasia Artística de 2001 fue la primera competición internacional en la que se hizo uso de la nueva “tabla de salto”, que era un aparato fabricado por la empresa holandesa de aparatos de gimnasia Janssen-Fritsen desde mediados de los años noventa. Contaba con una superficie plana, más alargada y acolchonada casi paralela al suelo, que se inclina gradualmente hacia abajo en el borde más cercano al trampolín, por su parecido a una lengua los gimnastas apodaron así "la lengua" al aparato. El nuevo aparato es más seguro que el antiguo aparato.
En el 2007, el gimnasta juvenil holandés Imke Glas tuvo una seria lesión después de una caída en un salto.

### Dimensiones
- Longitud: 120 centímetros +- 1 cm
- Anchura: 35 centímetros +- 1 cm
- Altura
  - Hombres: 135 centímetros +- 1 cm
  - Mujeres: 125 centímetros +- 1 cm
- Área de la carrera
  - Longitud: 2500 centímetros +- 10 cm
  - Anchura: 100 centímetros +- 1 cm

## Rutinas

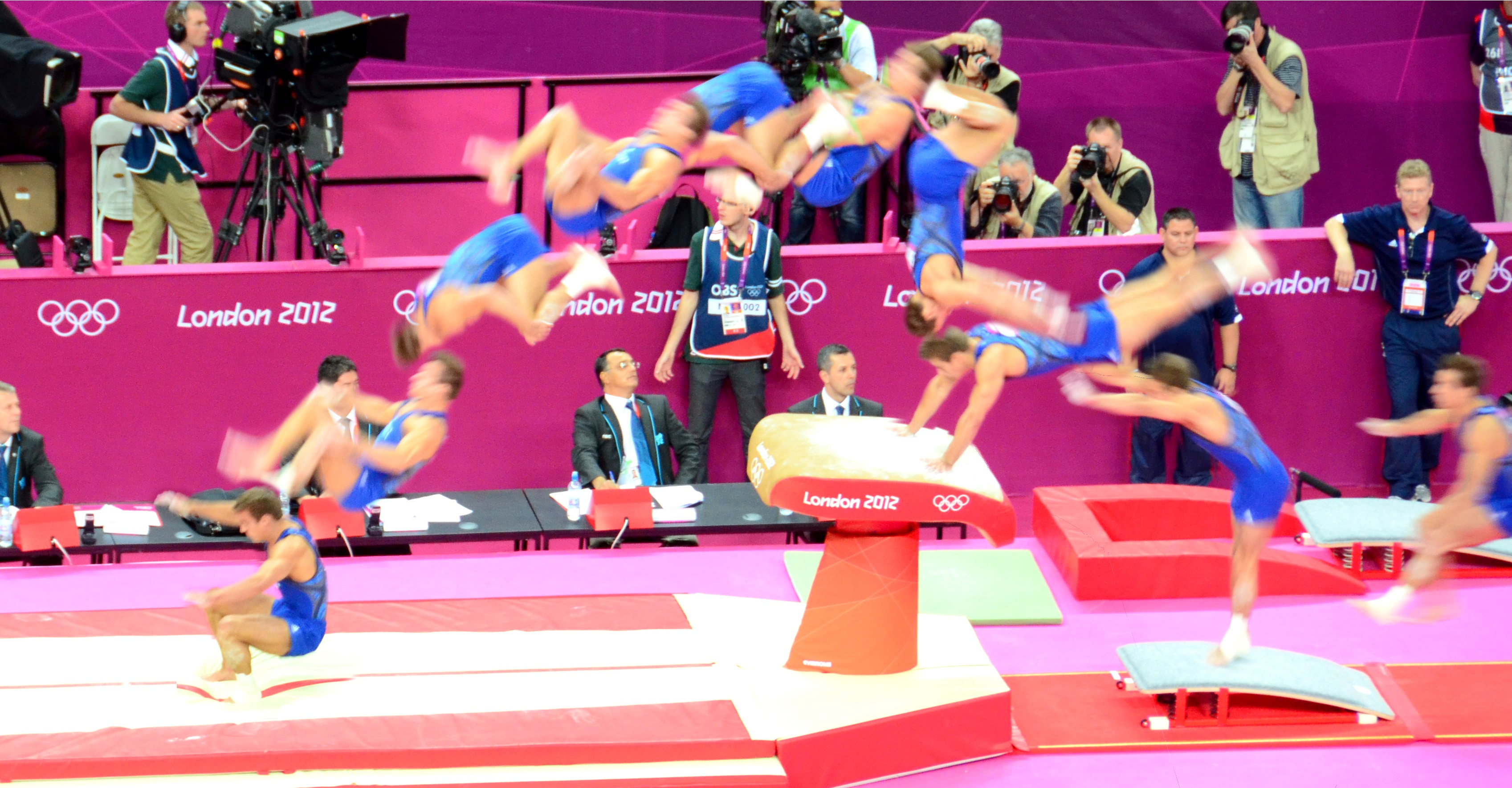
Composición de imágenes del salto de caballo masculino en los Juegos Olímpicos de Londres 2012.

Para ejecutar un salto, el gimnasta corre a lo largo de una pista de salto (la llamada carrera), que usualmente está acolchada o tapizada. Realiza un impulso (talacha) que lo lleva al trampolín y salta hacia la parte superior del caballo con sus manos. Para saltos de la familia Yurchenko, el gimnasta pondrá sus manos en una colchoneta situada antes del trampolín, hace una redondilla hacia el trampolín y acto seguido entra al caballo con un flic flac (back handspring). La fase de vuelo puede ser tan simple como pasar con el salto sobre el aparato, o tan complicada como ejecutar varios giros y vueltas en el aire. Posteriormente, el gimnasta aterriza al otro lado del aparato.

## Reglas y calificación
Los gimnastas deben aterrizar de forma limpia, sin pasos adicionales o tropiezos, y dentro de una zona establecida en el colchón de aterrizaje para que sea ahí donde caiga el gimnasta después del salto. También deben demostrar buena técnica y ejecución en el mismo salto. Caer o tropezar en el aterrizaje del salto provoca deducciones a la calificación, así como la falta de altura respecto al caballo o distancia respecto al caballo.
Los gimnastas (tanto en las modalidades masculinas como femeninas) realizan un solo salto en las pruebas clasificatorias, en la final de equipos y en la final del concurso completo. En la final del aparato, los gimnastas deberán realizar dos saltos. Para los hombres, los saltos deben ser de diferentes grupos de elementos mientras que las mujeres deben mostrar dos tipos de salto con diferente empuje o rechace de la tabla de salto.

### Reglas específicas del aparato
En los saltos de tipo Yurchenko se deberá usar un collar de protección alrededor del trampolín. Los gimnastas que no utilicen este collar, el salto será puntuado con una cero. 
Cada salto tiene asignado un número específico, que se muestra en el borde de la pantalla electrónica antes de que el gimnasta comience su ejecución. Los gimnastas serán penalizados si fallan en la ejecución del salto que intentaron realizar, aunque no hay ninguna penalización por tener un final diferente (por ejemplo: no realizar la suficiente cantidad de giros).
Sí una gimnasta vacila, por ejemplo se detiene en medio de la carrera o detiene la carrera antes de tocar el trampolín, se le da a la gimnasta un lapso de 30 segundos para regresar al inicio de la pista de salto y ejecutar un segundo intento de la prueba. Sin embargo, si la gimnasta llega a tener algún contacto con el trampolín o el caballo, reciben la calificación de cero y no se le permite otra oportunidad. Ekaterina Karmarenko tocó la tabla de salto y obtuvo un cero en la final de equipos del Campeonato Mundial del 2007. Por su parte los gimnastas en la modalidad masculina, reciben cero si no realizan su salto una vez que empezaron a correr. Los hombres reciben una calificación de cero si sus pies no son la primera parte del cuerpo en aterrizar, y las mujeres reciben un punto de penalización en su nota de ejecución.
Recibir asistencia de soporte por parte del entrenador, o el no tocar la tabla de salto conducirá a la calificación de cero, también. Ejecutar el salto después de que el juez le dio la señal al gimnasta también puede llevar a una calificación de cero; esta deducción se ha ido reduciendo. Un ejemplo de esto sería el segundo salto de Anna Pavlova durante los Juegos Olímpicos de Verano del 2008, en la final de salto.

### Calificación por los jueces
Debido a que el salto de caballo es una prueba que se realiza a mucha velocidad, resultan de gran ayuda las cámaras que repiten la ejecución en cámara lenta en caso de que los jueces no estén seguros o si existe una gran diferencia entre sus calificaciones. Precisamente el trabajo de los jueces principales es asegurarse de que las calificaciones fluctúen en un mismo rango de diferencia, que usualmente es de 0.2 puntos. Los jueces califican sobre la base de cuatro fases principales: El pre-vuelo (carrera y entrada), el soporte (rechace), el post-vuelo y el aterrizaje. El salto de un gimnasta, en general, debe estar dotado de potencia, velocidad, así como ser tan explosivo y preciso como sea posible.
Dentro de los dos saltos que ejecutan las gimnastas femeninas, reciben una calificación combinada con el promedio de las dos ejecuciones. La forma de calificar ha cambiado mucho en años pasados. El nuevo sistema de jueceo se diseñó en 2005, donde los jueces están buscando la dificultad de la rutina, y la suma de las ejecuciones se combina para formar la calificación final. La dificultad aumenta con cada técnica ejecutada, ya que cada movimiento tiene un valor; mientras más aumenta la dificultad, mayor es la calificación de inicio. La ejecución comienza a partir de 10.0, buscando la forma, altura, amplitud y aterrizaje. Después, en el 2009, la Federación Internacional de Gimnasia hizo algunos cambios para poner menor presión en la dificultad y acortar la cantidad de habilidades requeridas, haciendo que las gimnastas se enfocaran más en la perfección en la ejecución de los saltos.

## Tipos de saltos
Los estilos de salto se dividen en varios grupos.  El grupo al que un estilo de salto pertenece es determinado por la acción realizada durante el movimiento de salto.

### Grupos de saltos para hombres
Existen cinco diferentes categorías para los hombres:
- Salto directo sobre caballete
- Saltos con giro completo (1/1) en la primera fase del vuelo
- Saltos de resorte y Yamashita
- Saltos con cuarto (1/4) o medio (1/2) giro en la primera fase de vuelo (Tsukahara)
- Saltos con entrada de redondilla (Yurchenko)

### Grupos de saltos para mujeres
Al igual que la rama masculina, las gimnastas cuentan con cinco categorías:
- Salto de mano, Yamashita, salto con o sin giro en el eje longitudinal en la 1.ª o 2.ª fase de vuelo
- Salto de manos hacia delante con/sin giro de 360° en la 1.ª fase de vuelo, salto hacia delante con/sin giro del eje longitudinal (LA) en la 2.ª fase de vuelo
- Saltos de tipo Tsukahara
- Saltos de tipo Yurchenko
- Ronda con ½ giro en el eje longitudinal en la 1.ª fase de vuelo, salto hacia delante con o sin giro en el eje longitudinal en la 2.ª fase de vuelo (salto estilo Khorinika)

En el programa estadounidense, las gimnastas de niveles 4 y 5 realizan saltos de mano en el caballo, mientras que los saltadores masculinos no lo hacen hasta el nivel 6. Las mujeres de nivel tres realizan saltos de mano en contraposición a los hombres que realizan un salto recto en el nivel cuatro y un salto frontal en el nivel cinco sobre colchonetas apiladas. En ambos programas, desde para los gimnastas del nivel siete hasta el de élite, se pueden realizar una variedad de saltos.

## Campeones olímpicos

### Hombres
- 1896:  # Carl Schuhmann
- 1924:  
# Frank Kriz
- 1928:  # Eugen Mack
- 1932:  # Savino Guglielmetti
- 1936:  
# Alfred Schwarzmann
- 1948:  # Paavo Aaltonen
- 1952:  
# Víktor Chukarin
- 1956:  # Helmut Bantz y  
# Valentín Murátov
- 1960:  
# Takashi Ono y  
# Borís Shajlín
- 1964:  
# Haruhiro Yamashita
- 1968:  
# Mijaíl Voronin
- 1972:  
# Klaus Köste
- 1976:  
# Nikolái Andriánov
- 1980:  
# Nikolái Andriánov
- 1984:  
# Lou Yun
- 1988:  
# Lou Yun
- 1992:  # Vitali Shcherbo
- 1996:  # Alekséi Némov
- 2000:  # Gervasio Deferr
- 2004:  # Gervasio Deferr
- 2008:  # Leszek Blanik
- 2012:  
# Yang Hak-seon
- 2016:  
# Ri Se-gwang
- 2020 :  
# Jeahwan

### Mujeres
- 1952:  
# Yekaterina Kalinchuk
- 1956:  
# Larissa Latynina
- 1960:  
# Margarita Nikoláyeva
- 1964:  # Věra Čáslavská
- 1968:  # Věra Čáslavská
- 1972:  
# Karin Janz
- 1976:  
# Nelli Kim
- 1980:  
# Natalia Sháposhnikova
- 1984:  # Ecaterina Szabo
- 1988:  
# Svetlana Boguínskaya
- 1992:  # Henrietta Ónodi
- 1996:  # Simona Amânar
- 2000:  # Yelena Zamolódchikova
- 2004:  # Monica Roșu
- 2008:  
# Hong Un Jong
- 2012:  # Sandra Izbașa
- 2016:  
# Simone Biles
- 2020:  # Rebeca Andrade
- 2024:  
# Simone Biles

### Modalidad masculina
- Anillas
- Suelo (gimnasia)
- Barras paralelas
- Caballo con arcos
- Barra fija

### Modalidad femenina
- Barras asimétricas
- Barra de equilibrio
- Suelo (gimnasia)